# Davey Moore (1933–1963)
Davey Moore, właśc. David Schultz Moore (ur. 1 listopada 1933 w Lexington w stanie Kentucky, zm. 23 marca 1963 w Los Angeles) – amerykański bokser, zawodowy mistrz świata kategorii piórkowej.

## Kariera amatorska
Wziął udział w igrzyskach olimpijskich w 1952 w Helsinkach, gdzie dotarł do ćwierćfinału wagi koguciej, w którym przegrał z Kangiem Joon-ho z Korei Południowej.

## Kariera zawodowa
Rozpoczął karierę boksera zawodowego w 1953. W 1958 pokonał byłego mistrza świata wagi lekkiej Lauro Salasa. 18 marca 1959 w Los Angeles zwyciężył mistrza świata wagi piórkowej Hogana „Kid” Basseya z Nigerii przez poddanie po zakończeniu 13. rundy i odebrał mu pas mistrzowski. Pokonał go również w rewanżu 19 sierpnia tego roku w Los Angeles przez poddanie w 11. rundzie.
W obronie tytułu wygrał z Kazuo Takayamą 29 sierpnia 1960 w Tokio na punkty, z Dannym Valdezem 8 kwietnia 1961 w Los Angeles przez nokaut w 1. rundzie, ponownie z Takayamą 13 listopada 1961 w Tokio na punkty i z Ollim Mäkim 17 sierpnia 1962 w Helsinkach przez techniczny nokaut w 2. rundzie.

## Tragiczna śmierć
21 marca 1963 w Los Angeles Moore zmierzył się w kolejnej obronie tytułu z Sugarem Ramosem. Obaj bokserzy wymienili wiele ciężkich ciosów. Po jednym z nich Moore przewrócił się w 10. rundzie i uderzył karkiem o dolną linę. Jego sekundant poddał go po tej rundzie. Po walce Moore stracił przytomność i zmarł kilka dni późnej wskutek uszkodzenia pnia mózgu.

## Nawiązania w kulturze
Bob Dylan skomponował po tej walce piosenkę Who Killed Davey Moore, będącą oskarżeniem zasad obowiązujących w świecie zawodowego boksu. Podobnie Phil Ochs napisał piosenkę zatytułowaną po prostu Davey Moore z podobnym przesłaniem